# Roberto Vidal Bolaño
Roberto Vidal Bolaño, né le 31 juillet 1950 à Saint-Jacques-de-Compostelle et mort le 11 septembre 2002, est un acteur et dramaturge galicien. La journée des lettres galiciennes (Día das Letras Galegas) de 2013 lui est consacrée.

## Œuvres

### Œuvres théâtrales
- Laudamuco, señor de Ningures (1976, Pico Sacro)  (ISBN 978-84-85170-16-6)[1].
- Bailadela da morte ditosa (1980, 1992, Sotelo Blanco)  (ISBN 84-86021-97-9).
- Agasallo de sombras (1992, El Correo Gallego)  (ISBN 978-84-85553-97-6)[2].
- Cochos (1992, Sotelo Blanco)  (ISBN 978-84-7824-071-5)[3].
- Días sen gloria (1992, Deputación da Coruña)  (ISBN 978-84-86040-63-5).
- Saxo tenor (1993, Xerais)  (ISBN 978-84-7507-715-4)[4].
- As actas escuras (1994)[5],[6].
- Touporroutou da lúa e do sol (farsada choqueira para actores e bonecos, ou viceversa) (1996, AS-PG)  (ISBN 84-921126-0-3).
- Doentes (1998, Deputación da Coruña).
- A ópera de a patacón: versión libre para charanga e comediantes pouco ou nada subsidiados (1998, Xerais)  (ISBN 84-8302-277-X).
- Rastros (1998, Positivas)  (ISBN 978-84-87783-50-0)[7].
- Criaturas (2000, Teatro do Noroeste) [8]
- A burla do galo (2000, Xunta de Galicia)  (ISBN 978-84-453-2735-7)[9].
- Mar revolto (2001, Xunta de Galicia)  (ISBN 978-84-453-3079-1).
- Integral (2003, Embora)  (ISBN 978-84-95460-23-3).

### Essai
- Perspectivas do teatro galego actual (2002)[10].

### Œuvres collectives
- O circo de medianoite; Maremia; Actas escuras, avec M. Lourenzo et E. Ruibal (1998)  (ISBN 84-89679-50-9).
- Daquel abrente, avec Francisco Taxes (2003, Xunta de Galicia)  (ISBN 978-84-453-3503-1).
- Animaliños, avec Luís Alonso Girgado (2003, Follas Novas)  (ISBN 978-84-85385-77-5).